# Зіядіди
Зіядіди (араб. الزياديون) династія, яка керувала західним Єменом з 819 до 1018 року зі столиці Забід. Це була перша династія, яка отримала владу над Єменською низовиною після введення ісламу приблизно в 630 році.

## Створення династії
Мухаммед ібн Зіяд був нащадком Язида, молодшого брата першого омеядського халіфа Муавії I.  У 814 році його заарештували і привезли до аббасидського халіфа аль-Мамуна через його походження, але його пощадили. Над ним лише встановили нагляд, і він став протеже міністра халіфа аль-Фадла ібн Заля. Через три роки до Багдада надійшов лист губернатора Ємену, в якому той скаржився на напади племен Ашаритів і Аккітів. Аль-Фадль порекомендував аль-Мамуну відправити здібного Мухаммеда ібн Зіяда до Тігамахи, щоб той придушив племена. Ситуація була особливо критичною, оскільки в цей час Аліди під керівництвом Ібрагіма аль-Джазара погрожували відокремити Ємен від контролю Аббасидів. Мухаммед ібн Зіяд був заклятим ворогом Алідів: саме за це його вибрали на це завдання. Виконавши хадж, Мухаммед рушив на південь до Ємену з армією солдатів Хорасані і прибув туди в 818 році. Він вів численні битви проти племен, та отримав контроль над низовиною Тихама в наступному році.

## Територіальні володіння та економіка
Після здобутку перемог, Мухаммада був призначений еміром Ємену аль-Мамуном із завданням стримувати вплив Аліда Шиї.  Мухаммед заснував нове місто Забід, і зробив його своєю столицею. Місто було побудоване у формі круга і розташоване посередині між морем та горами. Він зміг розширити свій вплив на Хадрамаут і частини нагірних районів Ємену, при цьому визнаючи зверхність Абассидів. Історик Умар перелічує, що в його володіннях були: Хадрамаут, невилика територія в Кінда, Еш-Шихр, Мірбат в Омані, Аб'ян, Лахдж, Аден і морські провінції, як ті, що були далеко на півночі, як Халі, а також Джанад, Махлафь аль-Маафір, Махлафь Джафар, Сана, Саада, Наджран та Байхан у високогір’ї. Однак джерела є дещо неясними, оскільки історик Аль-Хамдані стверджує, що інша сім'я, Бану Шура, здійснювала першочергову владу в Тихамі протягом дев'ятого століття і була створена в Забіді. З інших джерел видно, що Саною фактично продовжував керувати губернатор Аббасидів до 847 р.
Про економічну структуру царства Зіядідів відомо небагато, але історик Умара пише, що династія заробляла на міжнародній торгівлі, прибутковій в тому регіоні. Правитель отримував мита від кораблів, що приходили з Індії. Зі сходу доходили розкішні вироби, такі як мускус, камфора, амбра, сандалове дерево та порцеляна. З Африки через архіпелаг Дахлак прибували ефіопські та нубійські раби. Умара також згадує податки на збір амбри в Баб-аль-Мандаб і на південному узбережжі, а також на промисел перлів.

## Незалежність
Тим часом, правління Аббасидів в Аравії занепадало. Після насильницького захоплення влади халіфа аль-Мустаїна в 866 році, другий правитель Зіядідів, Ібрагім ібн Мухаммед, зберіг податкові надходження собі і прийняв королівські атрибути. Проте він продовжував читати хутбу від ім'я Аббасидів. Оскільки влада Зіядідів, як правило, була зосереджена на низовині, а губернатори Аббасидів у високогір'ї не мали підтримки з боку своєї династії в Іраці, були створені інші династії. Яфуриди створили незалежну державу в місті Сана в 847 році, та змусили правителя Зіядідів терпіти їх владу в обмін на його згадку на власних монетах і в п'ятничній молитві. Імам секти шиїтських Заїдій, аль-Хаді ілал-Хак Ях'я, поширив свій вплив на північ нагір'я; це був початок єменського імамату, який проіснував до 1962 року. Крім того, наприкінці ІХ та на початку Х століття цим були незадовільні ісмаїльські діячі, які притримувались фатімідського імама (нащадки якого згодом мали стати халіфами в Єгипті). Сам Забід був звільнений карматами, одною з ісмаїлських сект, в 904 році. Під тривалим правлінням Абу  аль Джейша Ісхака (904-981 рр.) Династія Зіядідів пережила тимчасове відродження. Однак, коли Абу аль Джайш постарів, зовнішні регіони почали відходити від влади Зіядідів. До кінця його правління територія між Аденом та Еш-Шарджею залишалася під його контролем. Навіть у 976 році його доходи становили мільйон золотих динарів.

## Занепад Зіядідів
Юфіриди знову напали в 989 році і спалили Забід. Однак Мамлюк аль-Хусайн бен Саламаха зумів врятувати королівство від повного краху. Він переміг гірські племена і відновив царство Зіядідів в їх колишніх кордонах. Аль-Хусейна запам’ятали як справедливого і піднесеного регента, який копав колодязі, канали та будував дороги у королівстві. Він керував, поки не помер своєю смертью у 1012 році. Зворотний бік медалі полягав у тому, що монархи Зіядідів фактично втратили владу після 981 року, тоді як Мамлюки мали реальну силу в регіоні, що в результаті призвело до політичного сум'яття. Після смерті аль-Хусейна його раб, євнух Марджан, тримав владу як візир. У свою чергу, він виховав двох ефіопських рабів, яких звали Нафіс і Наджа, які отримали високі посади в штаті. За словами Камала Сулеймана Салібі, останній правитель Зіяді був убитий в 1018 році і замінений Нафісом. Нафіс прийняв королівські титули, але був негайно оскаржений Наджою, який переміг Нафіса і Марджана і заснував династію Наджахід в 1022 році.

## Список правителів зіядідів[15]
1. Мухаммед ібн Зіяд (818-859)
2. Ібрагім ібн Мухаммед (859-902), син
3. Ібн Зіяд (902-904), син
4. Абуль-Джейш Ішак ібн Ібрагім (904-981), брат
5. Абдулла або Зіяд ібн Ісхак (981-бл. 1012), син
6. Ібрагім або Абдулла (близько 1012-1018), споріднений

## Дивіться також
- Список мусульманських династій сунітів
- Історія Ємену